# Cantonul Rambouillet
Cantonul Rambouillet este un canton din arondismentul Rambouillet, departamentul Yvelines, regiunea Île-de-France , Franța.

## Comune
- Auffargis
- La Boissière-École
- Les Bréviaires
- Émancé
- Les Essarts-le-Roi
- Gambaiseuil
- Gazeran
- Hermeray
- Mittainville
- Orcemont
- Orphin
- Le Perray-en-Yvelines
- Poigny-la-Forêt
- Raizeux
- Rambouillet (reședință)
- Saint-Hilarion
- Saint-Léger-en-Yvelines
- Vieille-Église-en-Yvelines